# Thomomys mazama
O Thomomys mazama é um roedor do gênero Thomomys, restrito ao Noroeste Pacífico. A espécie herbívora varia desde a costa de Washington, passando pelo Oregon, até o centro-norte da Califórnia. Quatro subespécies do Thomomys mazama são classificadas como ameaçadas de acordo com a Lei de Espécies Ameaçadas de 1973, incluindo T. m. pugetensis, T. m. tumuli, T. m. glacialis e T. m. yelmensis. O Thomomys mazama é uma das menores das 35 espécies da família Geomyidae.

## Descrição

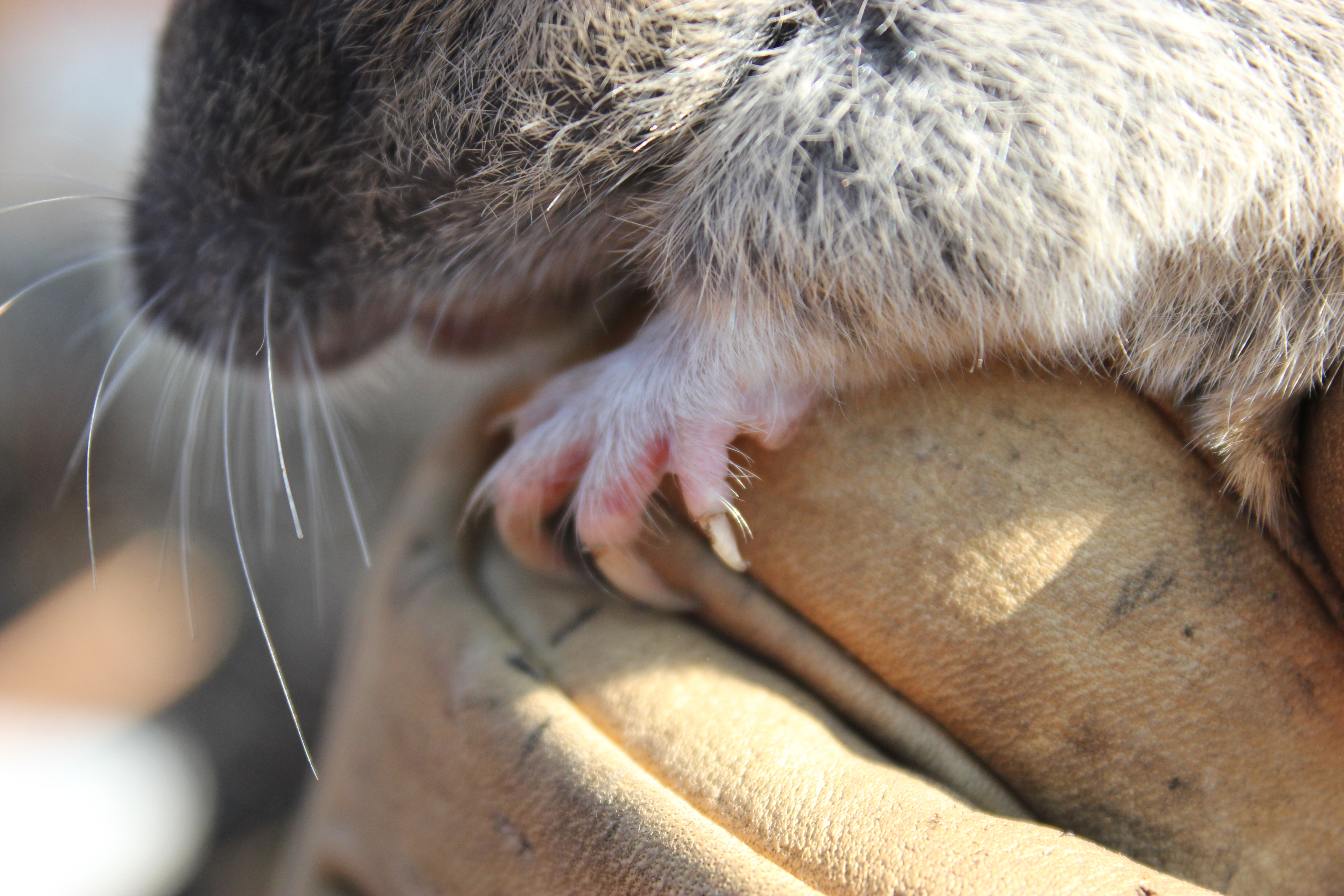
Garras do Thomomys mazama.

O Thomomys mazama é de cor marrom-clara a preta, com adultos que variam de 13 a 15 cm de comprimento. As características distintivas incluem garras pontiagudas, bigodes longos e dentes frontais salientes em forma de cinzel. Serve de presa para várias espécies predadoras. A espécie tem visão ruim, mas é excelente em cavar tocas com suas garras longas e membros fortes, e suas tocas são usadas por várias outras espécies.
Eles transportam alimentos e material de nidificação por meio de bolsas de pele em seus corpos e bolsos em suas bochechas. A dieta consiste em material vegetal, principalmente vegetação, raízes e tubérculos. De acordo com um estudo realizado no centro-sul do Oregon entre 1973 e 1974, a dieta do Thomomys mazama consiste principalmente em partes acima do solo de ervas, gramíneas, plantas lenhosas e raízes de plantas. Essas partes constituíam 40%, 32%, 4% e 24% de sua dieta, respectivamente, em volume, de acordo com um estudo que examinou o conteúdo dos estômagos de 110 espécimes. A dieta se adapta à disponibilidade de diferentes alimentos, mas ele tende a escolher os alimentos mais suculentos disponíveis durante todo o ano.
Eles apresentam comportamento associal, exceto durante a época de gestação e acasalamento. Acredita-se que o acasalamento seja poligâmico. A gestação dura cerca de 18 dias, com cada ninhada tendo em média 3 ou 4 filhotes. As fêmeas geralmente têm uma ninhada por ano, entre março e junho. Eles formam um túnel angular no solo enquanto cavam em busca de raízes para comer. Nesse processo, eles transformam o solo em um pó macio e peneirado, criando, por sua vez, um monte único, de formato irregular, com um buraco fora do centro.

## Ecologia
O Thomomys mazama é importante para o ecossistema da pradaria em que habita. Cada indivíduo é capaz de revolver de 3 a 7 toneladas de solo por acre por ano. Sua presença é benéfica para a diversidade de plantas, com um estudo mostrando um aumento de 5 a 48% como resultado. Rãs, sapos, pequenos mamíferos e lagartos também usam suas tocas. Eles formam um túnel angular no solo enquanto cavam em busca de raízes para comer. Nesse processo, eles transformam o solo em um pó macio e peneirado, criando, por sua vez, um monte único, de formato irregular, com um buraco descentralizado.

## Distribuição
O Thomomys mazama vive principalmente em áreas com vegetação herbácea e solo glacial bem drenado. A população total é desconhecida, mas acredita-se que ultrapasse 100.000 indivíduos, sendo que a maior parte da população reside no estado de Oregon. Há 27 populações conhecidas no estado de Washington, com um total estimado de 2.000 a 5.000 indivíduos. O estado de Washington classificou o Thomomys mazama e sua subespécie encontrada na área de Puget Sound como ameaçados de extinção.

### Washington

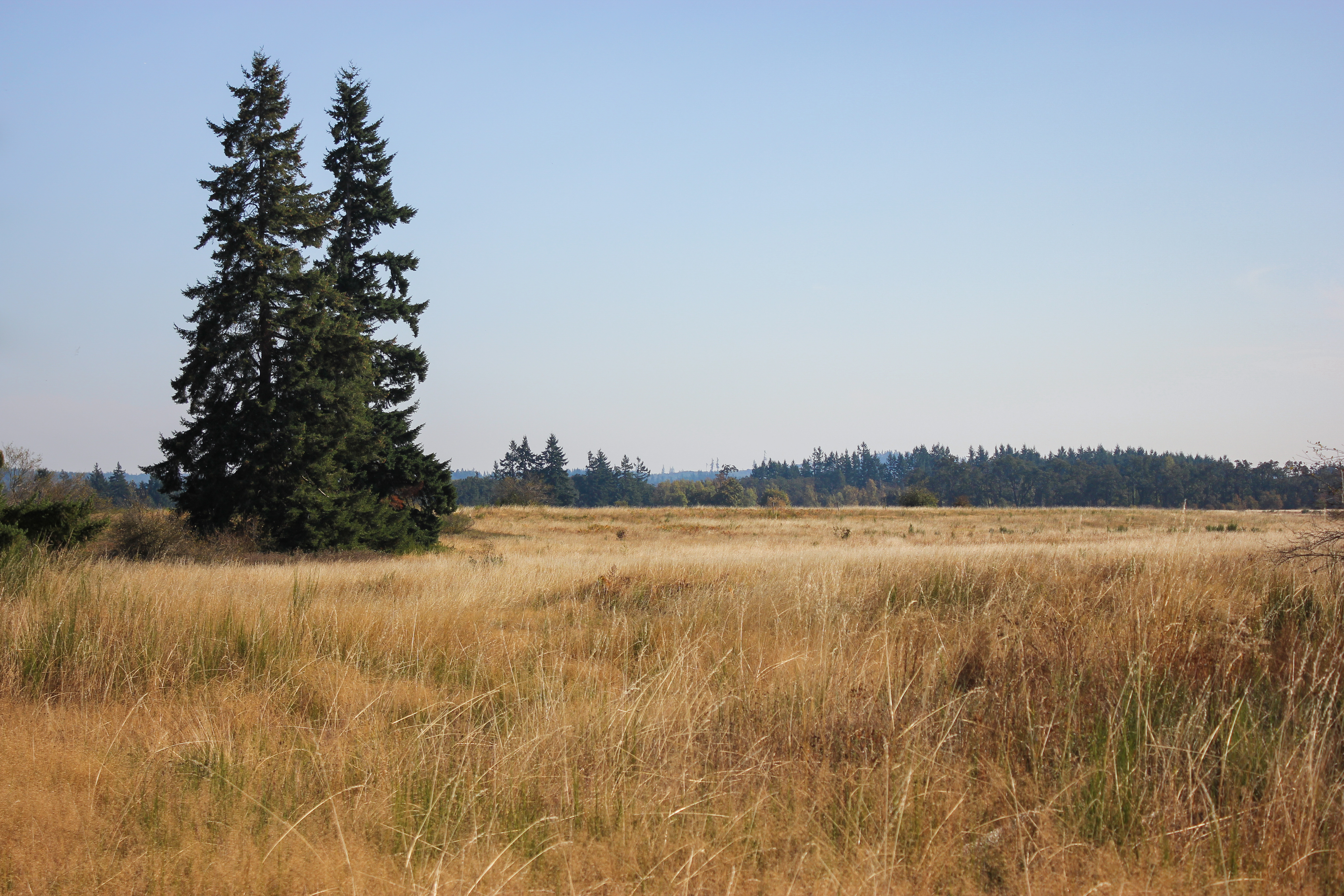
Habitat do Thomomys mazama.

O Thomomys mazama em Washington sofreu perda de habitat, sendo que os habitats restantes estão localizados em lugares inesperados. Descobriu-se que as maiores populações residem em torno de Fort Lewis e de vários aeroportos regionais. O Parque Nacional Olympic é citado como outro possível local para uma população considerável.
Um estudo de 2005 relatou 6.000 indivíduos vivendo ao redor do aeroporto de Olympia, mas esse estudo foi criticado por suas conclusões. O estudo fez a contagem de tocas e não se envolveu em armadilhas e marcações para estimar o número real de animais presentes. A população também é conhecida por variar de forma errática, aumentando drasticamente após a época de acasalamento e diminuindo à medida que o ano avança devido à predação. Isso contradiz a população estimada listada no banco de dados da IUCN, que relaciona entre 2.000 e 5.000 indivíduos no estado de Washington, sendo as populações isoladas representativas de todas as 27 populações. A população das subespécies nativas da área é desconhecida, com duas das subespécies supostamente extintas e o status de Thomomys mazama douglasii sendo incerto e possivelmente extinto.

## Status de conservação

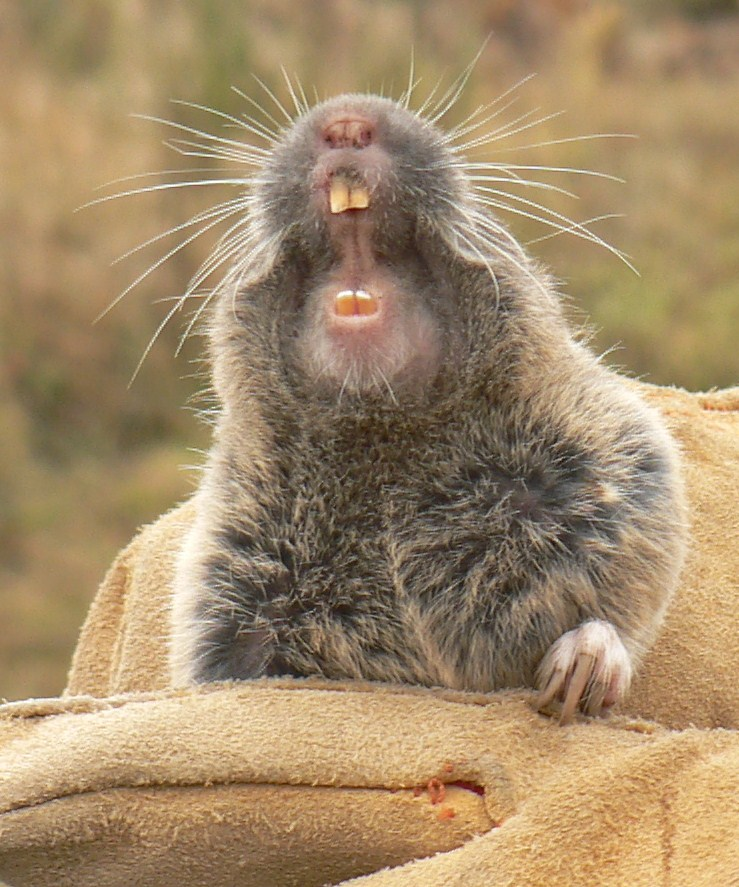
Thomomys mazama de boca aberta.

Atualmente, a espécie está listada como ameaçada de extinção pelo estado de Washington. Em dezembro de 2012, o U.S. Fish and Wildlife Service apresentou uma proposta para listar o Thomomys mazama como ameaçado. Ela se aplicaria às quatro subespécies locais do Thomomys mazama e ao seu habitat de pradaria. O habitat da pradaria em que vivem os animais foi reduzido em 90 a 95% nos últimos 150 anos. Um projeto de translocação foi realizado, mas foi registrada uma mortalidade de 90%.
O Thomomys mazama também está listado como uma praga no estado de Washington porque é conhecido por causar danos à infraestrutura. Eles podem destruir linhas de água, colocar o gado em perigo, destruir plantações e enfraquecer diques e represas.
A conservação da espécie foi recebida com alguma cobertura da imprensa. Em julho de 2013, a Fox News publicou uma matéria sobre o subsídio de US$ 3,5 milhões de Fort Lewis, concedido pelo estado de Washington, para a compra de 1.100 hectares de terra durante um período em que os trabalhadores estavam em licença. Antes dessa matéria, o subsídio foi descrito pela Secretária do Interior, Sally Jewell [en], como “...um passo importante para lidar com uma das maiores ameaças à vida selvagem nos Estados Unidos atualmente, a destruição de habitat, ao mesmo tempo em que ajuda a garantir a preservação de paisagens de trabalho e nossa prontidão militar.”

## Controle

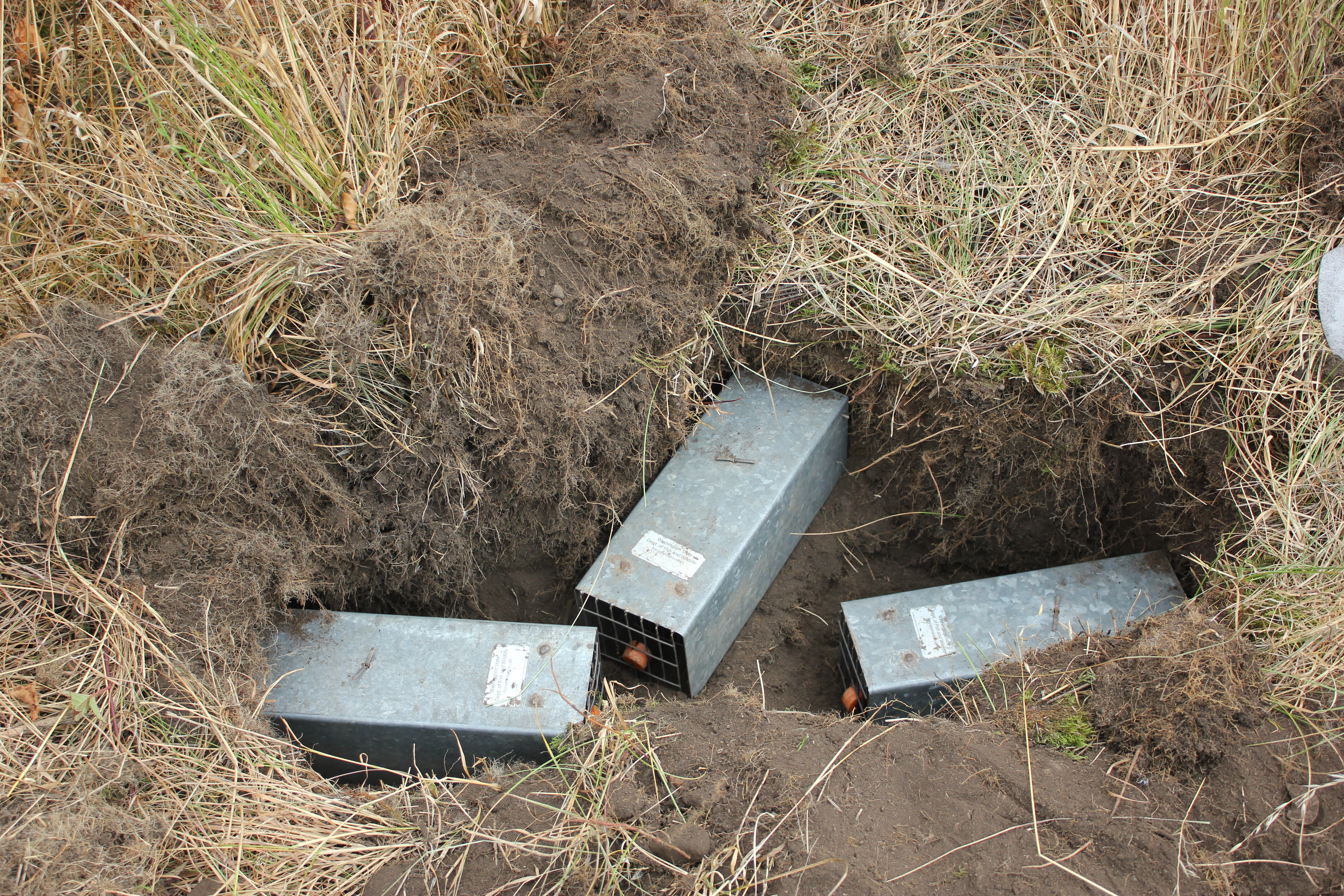
Conjunto de armadilhas para Thomomys mazama.

O Thomomys mazama é conhecido por causar danos às fazendas e à infraestrutura por meio de escavações ou consumo de vegetação. A mitigação dos danos pode ser feita com a instalação de uma cerca, que deve estar a pelo menos 15 cm acima do solo e descer a uma profundidade de mais de 0,61 m ou até atingir o leito rochoso ou o solo duro. Essa cerca é considerada uma defesa temporária e não permanente contra esses animais. É improvável que eles sejam dissuadidos por dispositivos assustadores, como estacas vibratórias, cata-ventos e outros dispositivos sonoros. Embora existam outros métodos de controle, a listagem da espécie como ameaçada pelo estado de Washington limita os métodos de controle a ações não letais. Como eles se alimentam de mudas de coníferas, eles ameaçam o reflorestamento no noroeste do Pacífico. O manejo florestal pode controlar efetivamente o Thomomys mazama alterando a vegetação para que ela não suporte mais a espécie.

## Taxonomia
É um membro da família Geomyidae e seu gênero é Thomomys. A família Geomyidae é um grupo de roedores do Novo Mundo relacionado à Heteromyidae. O Thomomys mazama leva o nome de sua espécie do Monte Mazama, o antigo vulcão que explodiu há 6.000 anos para formar o Lago Crater, no Oregon, onde a espécie foi encontrada pela primeira vez. Apesar do nome, ele não aparece em Mazama, Washington [en].

### Subespécies
As subespécies do esquilo de bolso Mazama incluem:
- †Thomomys mazama tacomensis [en] - espécie extinta de Tacoma

- †Thomomys mazama louiei - supostamente extinto[9]

- Thomomys mazama couchi - uma forma vulnerável na área de Puget Sound.

- Thomomys mazama pugetensis - uma forma vulnerável na área de Puget Sound.

- Thomomys mazama tumuli - uma forma vulnerável na área de Puget Sound.

- Thomomys mazama yelmensis - uma forma vulnerável na área de Puget Sound.